# Gråmaskad tornuggla
Gråmaskad tornuggla (Tyto glaucops) är en fågel i familjen tornugglor inom ordningen ugglefåglar.

## Utbredning och systematik
Gråmaskad tornuggla förekommer i Västindien. Det råder oenighet vilka bestånd som ska föras till arten. International Ornithological Congress urskiljer tre underarter med följande utbredning:
- Tyto glaucops glaucops – förekommer på Hispaniola och Tortuga
- Tyto glaucops nigrescens – förekommer på Dominica
- Tyto glaucops insularis – förekommer i södra Små Antillerna, från St. Vincent till Grenada

Andra för nigrescens och insularis till tornugglan (T. alba).
Även utdöda taxonet cavatica inkluderas i arten. Den ansågs tidigare utgöra en egen art, puertoricotornuggla, men inkluderas i gråmaskad tornuggla efter studier.

## Status och hot
Arten har ett stort utbredningsområde, men tros minska i antal, dock inte tillräckligt kraftigt för att den ska betraktas som hotad. Internationella naturvårdsunionen IUCN listar arten som livskraftig (LC).
Underarten cavatica anses vara utdöd, Det är oklart varför den försvann, men troligen på grund av habitatförstörelse eftrer att människor kom till ön. Det finns dock rapporter om grottlevande ugglor från så sent som 1912, vilket skulle kunna röra cavatica. 

## Namn
Arten kallades tidigare hispaniolatornuggla, men detta namn har flyttats över till utdöda arten ’’Tyto ostologa’’ efter att puertoricotornugglan inkluderats i glaucops och därmed vidgat dess utbredningsområde.